# John Axford
Pour les articles homonymes, voir Axford.
John Berton Axford (né le 1er avril 1983 à Simcoe, Ontario, Canada) est un lanceur de relève droitier de la Ligue majeure de baseball. 
Avec les Brewers de Milwaukee, il est élu releveur de l'année en 2011 dans la Ligue nationale, qu'il mène avec 46 sauvetages.

## Carrière

### Brewers de Milwaukee
John Axford obtient un premier contrat des Yankees de New York en 2006 mais ne joue pas dans les majeures avec cette équipe. Il fait son entrée dans la MLB le 15 septembre 2009 dans l'uniforme des Brewers de Milwaukee, qui l'ont signé comme agent libre en mars 2008.

#### Saison 2009
Axford lance 7 fois en relève pour Milwaukee en fin de saison 2009. Il n'est impliqué dans aucune décision, affiche une moyenne de points mérités de 3,52 et enregistre 9 retraits sur des prises en 7 manches et deux tiers lancées. Utilisé en fin de partie en 6 occasions, il enregistre un premier sauvetage le 4 octobre dans une victoire sur les Cards de Saint-Louis.

#### Saison 2010
En 2010, le vétéran Trevor Hoffman connaît un début chancelant dans son rôle de stoppeur. Les Brewers donnent alors la chance au jeune Axford de montrer ce qu'il sait faire en fin de partie. Il termine l'année avec 24 victoires protégées sous la supervision d'Hoffman, qui prend sa retraite à la fin de l'année avec le plus haut total de sauvetages (601) dans l'histoire. Ce dernier considère Axford le futur stoppeur vedette des Brewers. En plus de ses 24 sauvetages, John Axford termine la saison avec huit victoires contre seulement deux défaites, une moyenne de points mérités de seulement 2,48 et 76 retraits sur des prises en 58 manches lancées. Il monte sur la butte à 50 reprises durant l'année.

#### Saison 2011
Axford domine la Ligue nationale de baseball en 2011 pour les sauvetages, avec 46, le même total que Craig Kimbrel des Braves d'Atlanta. Dans l'ensemble des majeures, seul José Valverde des Tigers de Détroit en compte davantage, soit 49. Axford remporte le prix du releveur de l'année dans la Nationale et est le premier Canadien à gagner ce titre depuis Éric Gagné. Le lanceur des Brewers affiche une moyenne de points mérités de seulement 1,95 dans ses 73 manches et deux tiers lancées en 74 parties. Ses 46 sauvetages sont un record de la franchise des Brewers. Son 26e sauvetage consécutif en autant d'occasions, le 27 juillet face aux Cubs de Chicago, bat le record du club, soit 25, établi par Doug Jones en 1997.
Axford prend aussi le 9e du vote annuel désignant le vainqueur du trophée Cy Young du meilleur lanceur de la ligue.

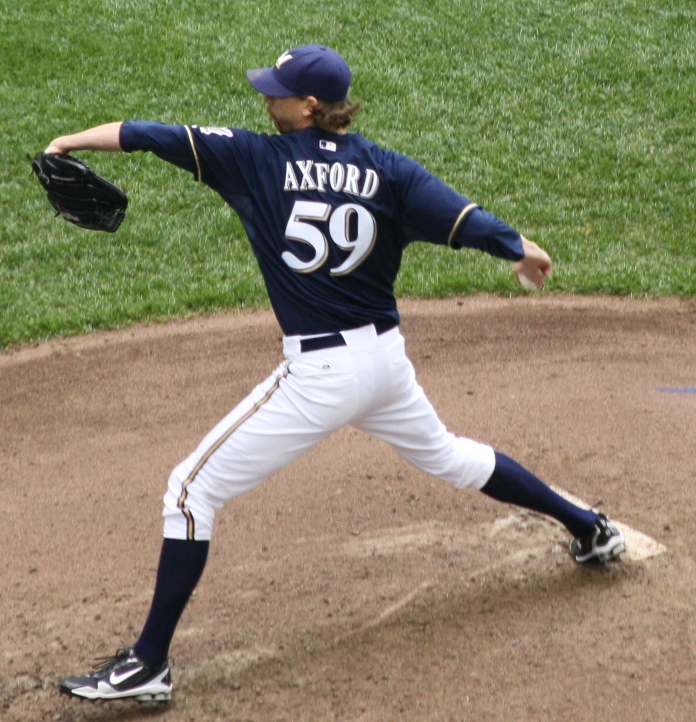
John Axford au monticule en 2011 pour les Brewers de Milwaukee.

En séries éliminatoires, il effectue 6 sorties en relève et lance 7 manches au total pour les Brewers. Il réalise un sauvetage, mérite une victoire et enregistre 5 retraits sur des prises en 4 manches dans la Série de divisions entre Milwaukee et Arizona. Il protège les deux victoires des Brewers et n'accorde aucun point en trois manches, retirant quatre frappeurs sur des prises, dans la Série de championnat de la Ligue nationale, où Milwaukee est éliminé par Saint-Louis. 

#### Saison 2012

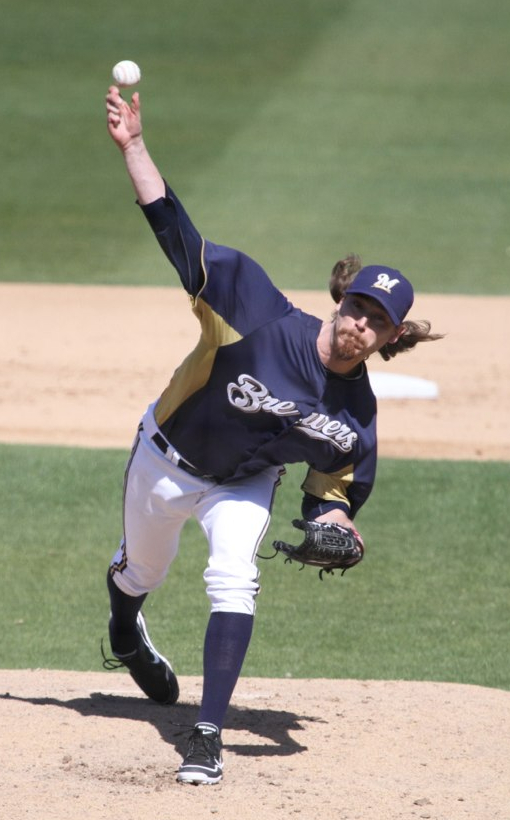
John Axford en 2012 avec les Brewers de Milwaukee.

Axford éprouve une difficile saison 2012, à l'instar de ses collègues de l'enclos de relève des Brewers. Sa moyenne de points mérités de 1,95 en 2011 bondit à 4,67 en 75 matchs et 69 manches et un tiers lancées. Gagnant de 5 matchs contre 8 défaites, il protège 35 victoires mais gaspille aussi 12 occasions de sauvetage. Un premier sabotage le 11 mai contre les Cubs de Chicago met fin à une séquence, amorcée l'année précédente, de 49 sauvetages consécutifs en 49 occasions. C'est la 4e plus longue séquence du genre dans l'histoire des majeures après Éric Gagné (84 de 2002 à 2004), Tom Gordon (54 en 1998-1999) et José Valverde (51 en 2010-2011), et un record de la franchise des Brewers. Son 35e et dernier sauvetage de l'année le 2 octobre contre les Padres de San Diego est aussi son dernier en carrière avec Milwaukee. Il accorde 10 coups de circuit à l'adversaire après n'en avoir accordé que 4 dans la saison 2011 et 5 au total depuis le début de sa carrière.

#### Saison 2013
Après avoir gaspillé une occasion de sauvetage tôt dans la saison 2013 des Brewers, Axford se voit confier en avril le rôle de maintenir l'avance du club avant l'entrée dans le match du nouveau stoppeur attitré, Jim Henderson,. Sa moyenne de points mérités n'est guère meilleure qu'en 2012 : 4,47 en 56 manches et un tiers lancées. Après avoir en moyenne réussi 12,1 retraits sur des prises par tranche de 9 manches lancées en 2012, il n'en obtient que 8,9 en moyenne durant la même période durant ses présences de 2013 avec les Brewers. Il accorde aussi 10 coups de circuit. Il reçoit 6 victoires et encaisse 7 défaites en 62 sorties.

### Cardinals de Saint-Louis
Le 30 août 2013, les Brewers de Milwaukee échangent John Axford aux Cardinals de Saint-Louis contre le releveur droitier Michael Blazek. Il fait ses débuts au monticule pour Saint-Louis dès le lendemain à Pittsburgh contre les Pirates.
En 13 sorties de saison régulière et 10 manches et un tiers lancées pour les Cardinals, il maintient une moyenne de points mérités de 1,74 avec une victoire comme seule décision. Il termine sa saison 2013 avec une fiche de 7-7 et une moyenne de 4,02 en 65 manches lancées lors de 75 sorties en relève pour Milwaukee et Saint-Louis, mais n'obtient aucun sauvetage.
Sa moyenne de points mérités se chiffre à 1,58 en 5 manches et un tiers lancées pour Saint-Louis lors des séries éliminatoires. Il lance deux manches et un tiers sans accorder de point ni de coup sûr et enregistre 5 retraits sur des prises dans les deux matchs de Série mondiale 2013 où on lui demande d'affronter les éventuels champions, les Red Sox de Boston.

### Indians de Cleveland

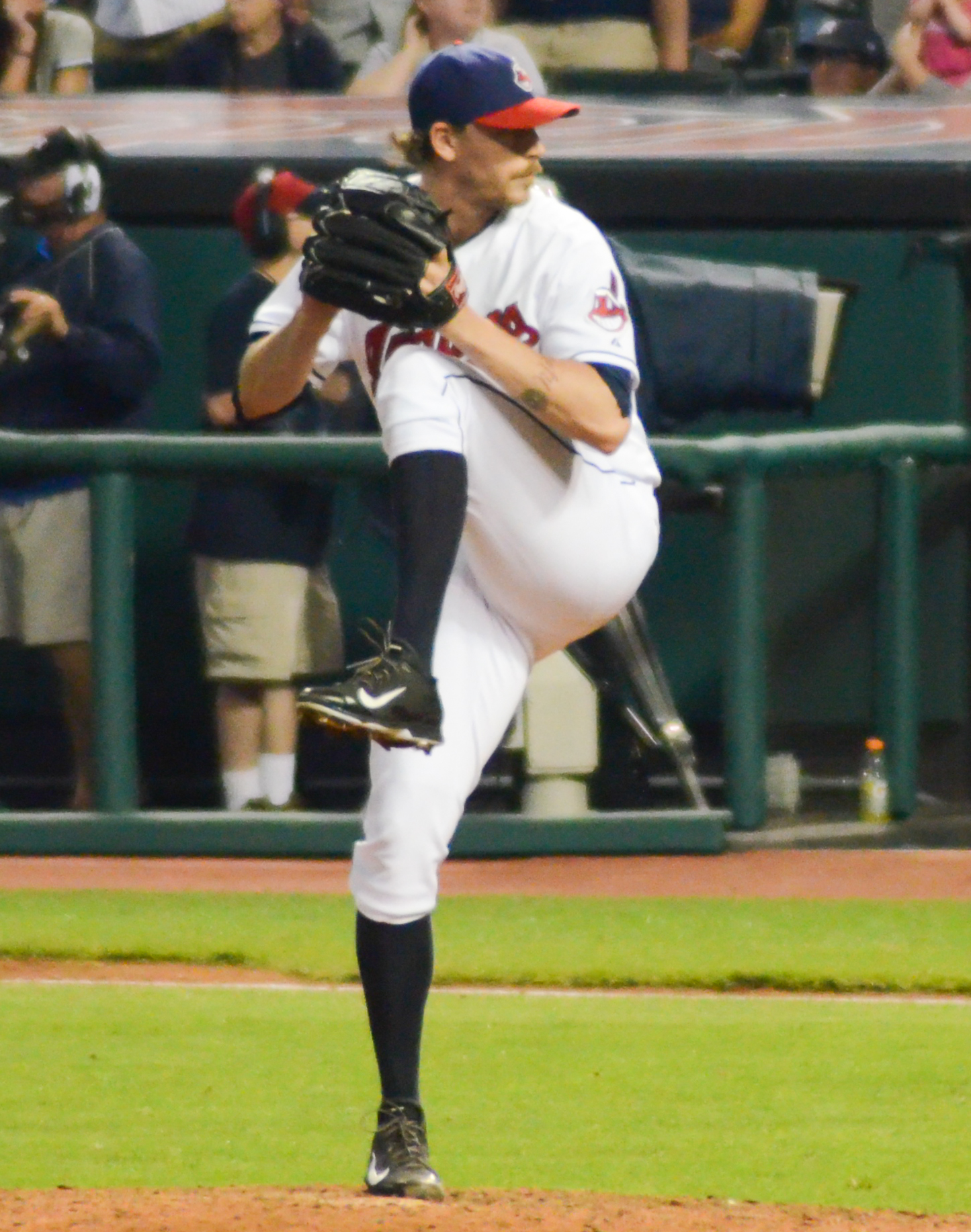
John Axford lançant pour Cleveland en 2014.

Le 19 décembre 2013, Axford rejoint les Indians de Cleveland sur un contrat d'un an. Il effectue 49 sorties pour les Indians en 2014 et réalise 10 sauvetages. En 43 manches et deux tiers lancées, sa moyenne de points mérités se chiffre à 3,92 avec 51 retraits sur des prises, deux victoires et trois défaites. Neuf de ses 10 sauvetages sont réussis avant la première semaine de mai, car après 17 matchs sa moyenne s'élève à 4,91 et les Indians décident de le démettre de ses fonctions de stoppeur.

### Pirates de Pittsburgh

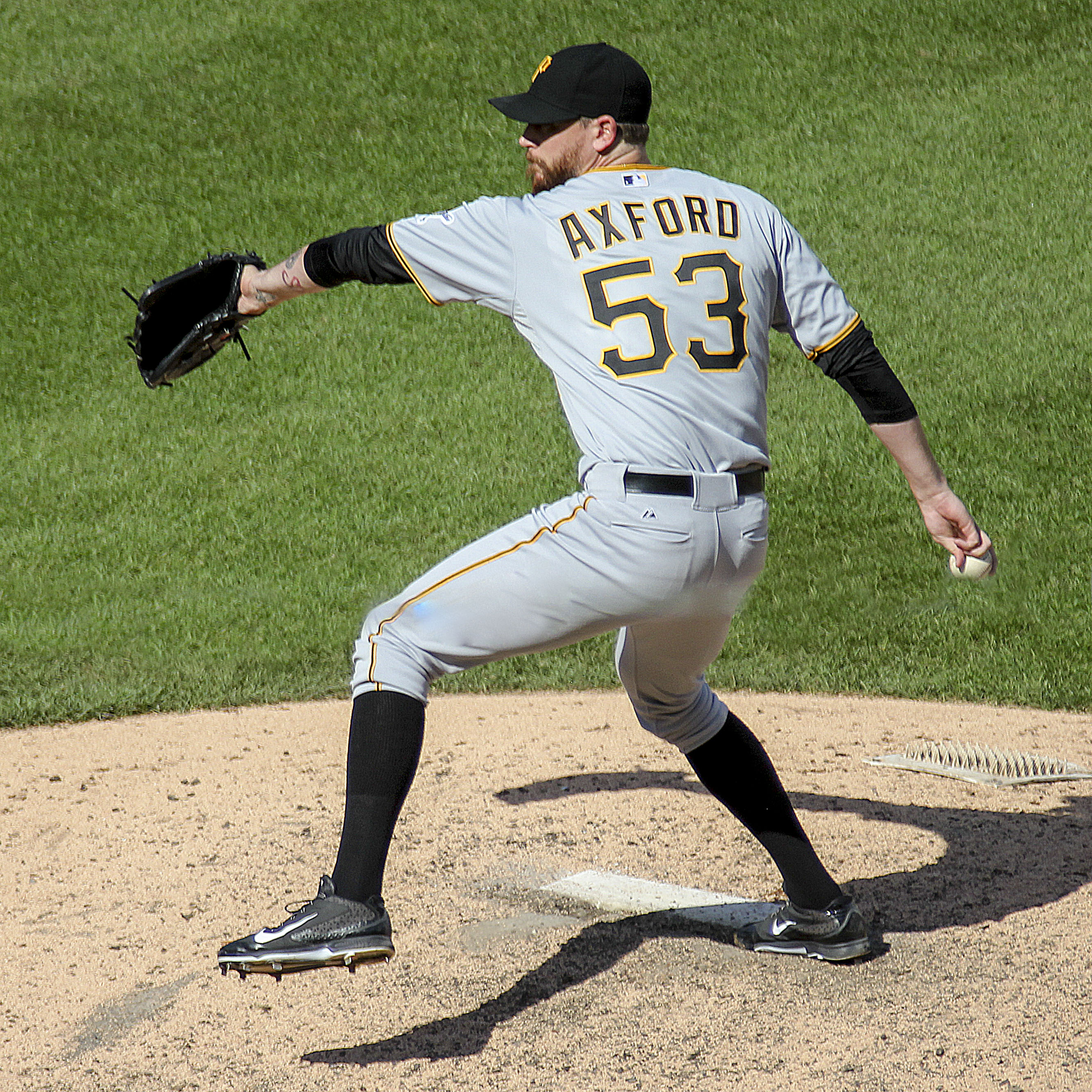
John Axford au monticule le 1 septembre 2014 pour Pittsburgh.

Le 14 août 2014, Axford est réclamé au ballottage par les Pirates de Pittsburgh. Il lance 11 manches en 13 matchs des Pirates et termine sa saison 2014 avec une fiche de deux victoires, 4 défaites, 10 sauvetages, 63 retraits sur des prises et une moyenne de points mérités de 3,95 en 54 manches et deux tiers lancées au total en 62 rencontres pour Cleveland et Pittsburgh.

### Rockies du Colorado
Au début 2015, Axford signe un contrat des ligues mineures avec les Rockies du Colorado. Malgré une moyenne de points mérités de 4,20 en 55 manches et deux tiers, Axford réalise 25 sauvetages en 2015 pour Colorado.

### Athletics d'Oakland
Le 11 décembre 2015, Axford signe un contrat de 10 millions de dollars pour deux saisons avec les Athletics d'Oakland.
Après deux saisons à Oakland en 2016 et 2017, il rejoint en février 2018 les Blue Jays de Toronto.

## Vie personnelle
John Axford est connu pour avoir porté la moustache en guidon de vélo, qui n'était pas sans rappeler aux partisans des Brewers la célèbre moustache d'un des légendaires stoppeurs de l'équipe, Rollie Fingers. Axford reçoit en 2011 un prix de l'American Mustache Institute pour ceci et est un participant à Movember, un événement charitable annuel pour lutter contre le cancer de la prostate.
John et Nicole Axford sont parents de deux enfants,.